# 迪斯乡
迪斯乡，旧译迪西乡、滴稀乡，是缅甸掸邦东部第四特区南板县下辖的一个乡。

## 地理
迪斯乡位于南板县中部，西接帕章乡，南临湄公河乡和勐康乡，东接勐索乡，北邻中国。

## 行政区划
迪斯乡下辖以下村寨：
- 迪斯村（ဒီရှီးရွာ）
- 南巴囡村[3]
- 联席村[4]
- 南安村（နမ့်ငန်းရွာ）[5]
- 玛乐村
- 万沙村
- 边内村
- 批沙村（ဖီးဆားရွာ）[6]
- 索伊村[7]
- 哈嘎村[8]
- 回角村（ဟွေဂျော်ရွာ）
- 习连村[9]
- 南颠上寨（南颠村）[10]
- 南颠下寨（နာဒဲအောက်ရွာ）
- 康巴上寨（ခါးဘာပေါ်ရွာ）
- 南沛上寨（နာဖီးပေါ်ရွာ）
- 南沛下寨（南沛村）[11]